# Боевая личинка

Схема отдачи полусвободного затвора «Хеклер и Кох». Усилие отдачи от личинки затвора через два ролика передается задней, более массивной части затвора. Благодаря особой форме деталей задняя часть затвора приобретает скорость больше, чем скорость личинки.

Боевая личинка — передняя часть затвора огнестрельного оружия, непосредственно подпирающая казённый срез ствола и осуществляющая тем самым запирание его канала. 
Бывает подвижная и неподвижная. Первая вращается в затворе вокруг оси, совпадающей с осью канала, и, двигаясь вместе с затвором взад и вперед, не поворачивается вместе с ним в сторону при замыкании и отпирании казны. Неподвижная же боевая личинка принимает участие во всех движениях затвора.